# 南峰渔港

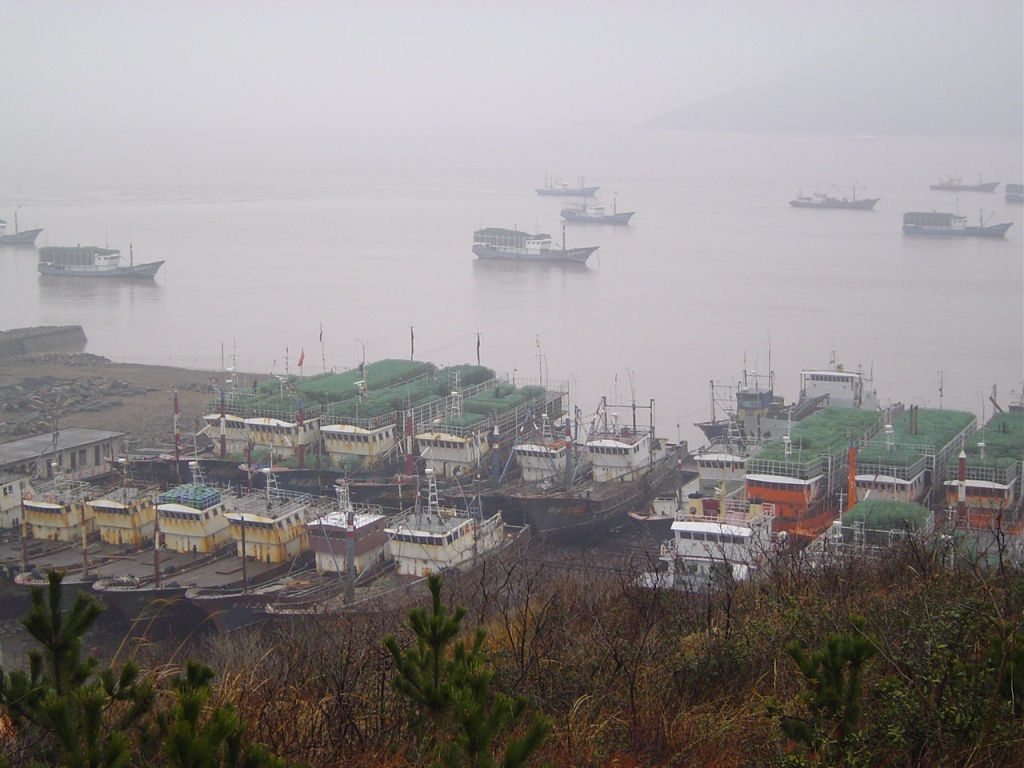
南峰渔港一角，近处为岱山县南方实业有限公司(岱山县中舟南峰高速船制造有限公司)的一部分，远处为过年返港但无岸靠泊的渔船

南峰渔港是国家三级渔港之一，位于浙江省岱山县岱山岛东海岸的南峰社区，岱山水道西岸。这一区域自古渔业十分发达。

## 目前设施
南峰渔港目前该港虽为国家三级渔港，实际区内各渔船泊位严重不足，每逢渔船返港多只能停于洋面之上，无岸可靠泊。此外，渔港内现有造船厂一座，以及冷库等其它渔用设施。
港区北侧有一明礁名为南峰野猪礁（冠“南峰”两字是为了与附近海域中其它名为野猪礁的礁石区别），设有灯桩。

## 未来建设
2008年11月，南峰渔港工程项目建议书获浙江省发改委批复，按照该建议书，将新建500吨级渔用码头1座，及码头平台、驳岸、渔业专用道、渔业管理用房和水电绿化等附属设施，预计2010年建设完成。